# Campeonato Europeo de Patinaje Artístico sobre Hielo de 2009
El Campeonato Europeo de Patinaje Artístico sobre Hielo se realizó en Helsinki (Finlandia) del 20 al 25 de enero de 2009. Fue organizado por la Unión Internacional de Patinaje sobre Hielo (ISU) y la Asociación Finlandesa de Patinaje sobre Hielo.
Las competiciones se efectuaron en la Hartwall Areena de la capital finlandesa.

## Países participantes
Participaron en total 174 patinadores (39 hombres, 41 mujeres, 19 parejas y 28 parejas de danza en hielo) de 35 países europeos afiliados a la ISU.
| - Alemania (5) - Armenia (2) - Austria (4) - Azerbaiyán (5) - Bélgica (3) - Bielorrusia (5) - Bosnia y Herzegovina (1) - Bulgaria (6) - Croacia (2) | - Dinamarca (1) - Eslovaquia (4) - Eslovenia (2) - España (2) - Estonia (5) - Finlandia (6) - Francia (14) - Georgia (2) - Grecia (5) | - Hungría (5) - Irlanda (1) - Israel (6) - Italia (14) - Letonia (1) - Lituania (4) - Noruega (1) - Países Bajos (2) | - Polonia (7) - Reino Unido (11) - República Checa (5) - Rumania (2) - Rusia (17) - Suecia (4) - Suiza (8) - Turquía (2) - Ucrania (10) |

## Resultados

### Masculino
| Puesto | Nombre               | País    | Puntos |
| ------ | -------------------- | ------- | ------ |
| Oro    | Brian Joubert        | Francia | 232,01 |
| Plata  | Samuel Contesti      | Italia  | 220,92 |
| Bronce | Kevin van der Perren | Bélgica | 219,36 |

### Femenino
| Puesto | Nombre           | País      | Puntos |
| ------ | ---------------- | --------- | ------ |
| Oro    | Laura Lepistö    | Finlandia | 167,32 |
| Plata  | Carolina Kostner | Italia    | 165,42 |
| Bronce | Susanna Pöykiö   | Finlandia | 156,31 |

### Parejas
| Puesto | Nombre                             | País     | Puntos |
| ------ | ---------------------------------- | -------- | ------ |
| Oro    | Aliona Savchenko / Robin Szolkowy  | Alemania | 199,07 |
| Plata  | Yuko Kawaguchi / Aleksandr Smirnov | Rusia    | 182,77 |
| Bronce | Mariya Mujórtova / Maksim Trankov  | Rusia    | 182,07 |

### Danza en hielo
| Puesto | Nombre                           | País        | Puntos |
| ------ | -------------------------------- | ----------- | ------ |
| Oro    | Yana Jojlova / Serguéi Novitski  | Rusia       | 196,91 |
| Plata  | Federica Faiella / Massimo Scali | Italia      | 186,17 |
| Bronce | Sinead Kerr / John Kerr          | Reino Unido | 185,20 |

## Medallero
| Núm. | País        | Oro | Plata | Bronce | Total |
| ---- | ----------- | --- | ----- | ------ | ----- |
| 1    | Rusia       | 1   | 1     | 1      | 3     |
| 2    | Finlandia   | 1   | 0     | 1      | 2     |
| 3    | Alemania    | 1   | 0     | 0      | 1     |
| 3    | Francia     | 1   | 0     | 0      | 1     |
| 5    | Italia      | 0   | 3     | 0      | 3     |
| 6    | Bélgica     | 0   | 0     | 1      | 1     |
| 6    | Reino Unido | 0   | 0     | 1      | 1     |
|      | TOTAL       | 4   | 4     | 4      | 12    |